# 黛比·沃瑟曼·舒尔茨
黛博拉·沃瑟曼·舒尔茨（英語：Deborah Wasserman Schultz，1966年9月27日—）是一位美国政治人物，現為佛羅里達州第二十五國會選區聯邦眾議員，于2004年首次当选为国会议员。是民主黨籍，曾任民主党全国委员会主席。

## 外部連結
- Congresswoman Debbie Wasserman Schultz （页面存档备份，存于） official U.S. House website
- Debbie Wasserman Schultz for Congress （页面存档备份，存于）
- 中的“黛比·沃瑟曼·舒尔茨”

- 美國國會國家人物傳記大辭典中的傳記
- 由華盛頓郵報維護的投票記錄
- 智慧投票计划中的傳記、投票紀錄及利益集團評級
- 聯邦選舉委員會中的競選財務報告和數據
- C-SPAN內的頁面（英文）